# Hainan (sockenhuvudort i Kina, Heilongjiang Sheng, lat 44,56, long 129,49)
Hainan (kinesiska: 海南, 海南朝鲜族乡) är en sockenhuvudort i Kina. Den ligger i provinsen Heilongjiang, i den nordöstra delen av landet, omkring 260 kilometer sydost om provinshuvudstaden Harbin. Antalet invånare är 15 274. Befolkningen består av 7 503 kvinnor och 7 771 män. Barn under 15 år utgör 9,0 %, vuxna 15-64 år 80 %, och äldre över 65 år 10,0 %.
Runt Hainan är det tätbefolkat, med 493 invånare per kvadratkilometer. Närmaste större samhälle är Xiangyang, 7,5 km öster om Hainan. Trakten runt Hainan består till största delen av jordbruksmark.
Genomsnittlig årsnederbörd är 895 millimeter. Den regnigaste månaden är juli, med i genomsnitt 188 mm nederbörd, och den torraste är januari, med 7 mm nederbörd.